# Campionato mondiale maschile under 17 di calcio 1999
Il Campionato mondiale di calcio Under-17 1999, ottava edizione del torneo, si è svolto nelle città di Auckland, Christchurch, Napier e Dunedin in Nuova Zelanda tra il 10 novembre e il 27 novembre 1999. Potevano partecipare alla competizione i giocatori nati dopo il 1º gennaio 1982.

## Sedi
| Città        | Stadio                  | Posti  |
| ------------ | ----------------------- | ------ |
| Auckland     | North Harbour Stadium   | 25 000 |
| Napier       | McLean Park             | 21 000 |
| Christchurch | Queen Elizabeth II Park | 20 000 |
| Dunedin      | Carisbrook              | 29 000 |

## Squadre partecipanti
| Confederazione                                        | Torneo di Qualificazione                   | Qualificate                  |
| ----------------------------------------------------- | ------------------------------------------ | ---------------------------- |
| AFC (Asia)                                            | AFC U-17 Championship 1998                 | Thailandia Qatar             |
| CAF (Africa)                                          | 1999 African Under-17 Championship         | Ghana Burkina Faso Mali      |
| CONCACAF (America Centrale, Settentrionale e Caraibi) | 1999 CONCACAF U17 Tournament               | Giamaica Messico Stati Uniti |
| CONMEBOL (Sud America)                                | Sudamericano Sub-17 1999                   | Brasile Uruguay Paraguay     |
| OFC (Oceania)                                         | 1999 OFC Under 17 Tournament               | Australia                    |
| UEFA (Europa)                                         | Campionato europeo di calcio Under-17 1999 | Spagna Polonia Germania      |
| Nazione ospitante                                     | Nazione ospitante                          | Nuova Zelanda                |

## Fase a gironi

### Gruppo A
| Squadra       | P.ti | G | V | P | S | GF | GS | DR |
| ------------- | ---- | - | - | - | - | -- | -- | -- |
| Stati Uniti   | 7    | 3 | 2 | 1 | 0 | 4  | 2  | +2 |
| Uruguay       | 4    | 3 | 1 | 1 | 1 | 6  | 2  | +4 |
| Nuova Zelanda | 3    | 3 | 1 | 0 | 2 | 3  | 8  | -5 |
| Polonia       | 2    | 3 | 0 | 2 | 1 | 3  | 4  | -1 |

| Arbitro: | Wolfgang Stark |

|              |           |                          |
| Mulligan 16’ | Marcatori | 69’ Thompson 74’ Donovan |

| Arbitro: | Hichem Guirat |

|             |           |           |
| Álvarez 46’ | Marcatori | 51’ Madej |

| Arbitro: | Costas Kapitanis |

|  |           |                                                             |
|  | Marcatori | 42’ Lapolla 45+1’ Peralta 63’ Leal 71’ Martinez 77’ Meneses |

| Arbitro: | Robert Troxler Ayala |

|                    |           |                  |
| Donovan 89’ (pen.) | Marcatori | 43’ (pen.) Madej |

| Arbitro: | Edgar Rangel Perez |

|                  |           |                         |
| Mierzejewski 88’ | Marcatori | 53’ Mulligan 64’ Pearce |

| Arbitro: | Kyros Vassaras |

|            |           |  |
| Onyewu 90’ | Marcatori |  |

### Gruppo B
| Squadra    | P.ti | G | V | P | S | GF | GS | DR  |
| ---------- | ---- | - | - | - | - | -- | -- | --- |
| Ghana      | 7    | 3 | 2 | 1 | 0 | 12 | 2  | +10 |
| Messico    | 6    | 3 | 2 | 0 | 1 | 5  | 4  | +1  |
| Spagna     | 4    | 3 | 1 | 1 | 1 | 7  | 2  | +5  |
| Thailandia | 0    | 3 | 0 | 0 | 3 | 1  | 17 | -16 |

| Arbitro: | Tōru Kamikawa |

|             |           |               |
| Atiku 45+2’ | Marcatori | 90+7’ Abrante |

| Arbitro: | Bruce Edward Grimshaw |

|                                                 |           |  |
| Estrada 7’ Galindo 38’ Ramirez 53’ Grijalva 76’ | Marcatori |  |

| Arbitro: | Noel Binoe |

|                                                                          |           |  |
| Aitor 35’, 44’, 90+1’ Albert Crusat 42’ Ernesto 45+1’ Jonathan Aspas 80’ | Marcatori |  |

| Arbitro: | Bruce Edward Grimshaw |

|                                 |           |  |
| Lamptey 38’, 75’ Atiku 71’, 89’ | Marcatori |  |

| Arbitro: | Mark Shield |

|            |           |                                                         |
| Suriya 62’ | Marcatori | 7’, 16’, 50’ Don-Bortey 22’, 28’, 52’ Addo 90+1’ Obodai |

| Arbitro: | Byron Moreno |

|  |           |              |
|  | Marcatori | 38’ Vallejeo |

### Gruppo C
| Squadra   | P.ti | G | V | P | S | GF | GS | DR |
| --------- | ---- | - | - | - | - | -- | -- | -- |
| Australia | 6    | 3 | 2 | 0 | 1 | 4  | 3  | +1 |
| Brasile   | 5    | 3 | 1 | 2 | 0 | 2  | 1  | +1 |
| Germania  | 2    | 3 | 0 | 2 | 1 | 1  | 2  | -1 |
| Mali      | 2    | 3 | 0 | 2 | 1 | 0  | 1  | -1 |

| Arbitro: | Tomasz Mikulski |

|                                    |           |                 |
| Marquinhos 31’ Carlos Henrique 66’ | Marcatori | 81’ MacAllister |

| Cristchurch 12 novembre 1999, ore 16:00 | Mali         | 0 – 0 referto | Germania | QE II Stadium (6 000 spett.)\| Arbitro: \| Byron Moreno \| |
| Arbitro:                                | Byron Moreno |               |          |                                                            |

| Arbitro: | Issack Abdulkadir |

|                                  |           |         |
| Cansdell-Sherriff 66’ Byrnes 70’ | Marcatori | 9’ Haas |

| Cristchurch 14 novembre 1999, ore 16:00 | Brasile           | 0 – 0 referto | Mali | QE II Stadium (6 000 spett.)\| Arbitro: \| Egar Rangel Perez \| |
| Arbitro:                                | Egar Rangel Perez |               |      |                                                                 |

| Cristchurch 17 novembre 1999, ore 16:00 | Germania      | 0 – 0 referto | Brasile | QE II Stadium (6 500 spett.)\| Arbitro: \| Hichem Guirat \| |
| Arbitro:                                | Hichem Guirat |               |         |                                                             |

| Arbitro: | Carlos Brates |

|              |           |  |
| McDonald 23’ | Marcatori |  |

### Gruppo D
| Squadra      | P.ti | G | V | P | S | GF | GS | DR  |
| ------------ | ---- | - | - | - | - | -- | -- | --- |
| Paraguay     | 7    | 3 | 2 | 1 | 0 | 9  | 2  | +7  |
| Qatar        | 6    | 3 | 2 | 0 | 1 | 6  | 3  | +3  |
| Burkina Faso | 4    | 3 | 1 | 1 | 1 | 4  | 4  | 0   |
| Giamaica     | 0    | 3 | 0 | 0 | 3 | 0  | 10 | -10 |

| Arbitro: | Kyros Vassaras |

|  |           |              |
|  | Marcatori | 12’ Compaore |

| Arbitro: | Mark Shield |

|                       |           |  |
| Fretes 37’ Guzman 57’ | Marcatori |  |

| Arbitro: | Carlos Brates |

|            |           |                       |
| Kabore 57’ | Marcatori | 16’ (pen.), 37’ Hamza |

| Arbitro: | Taj Addinm Fares |

|  |           |                                                                 |
|  | Marcatori | 11’ Ferreira 15’, 80’ (pen.) da Silva 30’ Cabrera 43’ Figueredo |

| Arbitro: | Costas Kapitanis |

|                                            |           |  |
| Hamza 52’, 63’ Abuhamda 69’ Budawood 90+1’ | Marcatori |  |

| Arbitro: | Wolfgang Stark |

|                    |           |                         |
| Ouedraogo 50’, 53’ | Marcatori | 4’ Cabrera 45’ Ferreira |

## Fase ad eliminazione diretta
|  | Quarti di finale           | Quarti di finale       |                            |             | Semifinali                | Semifinali                |  |  | Finale                 | Finale |
|  |                            |                        |                            |             |                           |                           |  |  |                        |        |
|  | 20 novembre - Auckland     |                        |                            |             |                           |                           |  |  |                        |        |
|  |                            |                        |                            |             |                           |                           |  |  |                        |        |
|  | Stati Uniti                | 3                      |                            |             |                           |                           |  |  |                        |        |
|  | Stati Uniti                | 3                      | 24 novembre - Christchurch |             |                           |                           |  |  |                        |        |
|  | Messico                    | 2                      |                            |             |                           |                           |  |  |                        |        |
|  | Messico                    | 2                      | Stati Uniti                | 2 (6)       |                           |                           |  |  |                        |        |
|  | 21 novembre - Christchurch |                        | Stati Uniti                | 2 (6)       |                           |                           |  |  |                        |        |
|  |                            | Australia (d.c.r.)     | 2 (7)                      |             |                           |                           |  |  |                        |        |
|  | Australia                  | Australia (d.c.r.)     | 2 (7)                      | 1           |                           |                           |  |  |                        |        |
|  | Australia                  |                        | 27 novembre - Auckland     | 1           |                           |                           |  |  |                        |        |
|  | Qatar                      | 0                      |                            |             |                           |                           |  |  |                        |        |
|  | Qatar                      | 0                      | Brasile (d.c.r.)           | 0 (8)       |                           |                           |  |  |                        |        |
|  | 20 novembre - Napier       |                        | Brasile (d.c.r.)           | 0 (8)       |                           |                           |  |  |                        |        |
|  |                            | Australia              | 0 (7)                      |             |                           |                           |  |  |                        |        |
|  | Ghana (d.t.s.)             | Australia              | 0 (7)                      | 3           |                           |                           |  |  |                        |        |
|  | Ghana (d.t.s.)             | 24 novembre - Auckland |                            | 3           |                           |                           |  |  |                        |        |
|  | Uruguay                    | 2                      |                            |             |                           |                           |  |  |                        |        |
|  | Uruguay                    | 2                      | Ghana                      | 2 (2)       | Finale per il terzo posto | Finale per il terzo posto |  |  |                        |        |
|  | 21 novembre - Dunedin      |                        | Ghana                      | 2 (2)       | Finale per il terzo posto | Finale per il terzo posto |  |  |                        |        |
|  |                            | Brasile (d.c.r.)       | 2 (4)                      |             |                           |                           |  |  |                        |        |
|  | Paraguay                   | Brasile (d.c.r.)       | 2 (4)                      | 1           | Ghana                     | 2                         |  |  |                        |        |
|  | Paraguay                   |                        |                            | 1           | Ghana                     | 2                         |  |  |                        |        |
|  | Brasile                    | 4                      |                            | Stati Uniti | 0                         |                           |  |  |                        |        |
|  | Brasile                    | 4                      |                            |             | 0                         |                           |  |  |                        |        |
|  |                            |                        |                            |             |                           |                           |  |  | 27 novembre - Auckland |        |
|  |                            |                        |                            |             |                           |                           |  |  |                        |        |

### Quarti di finale
| Arbitro: | Carlos Brates |

|                                    |           |                       |
| Beasley 38’ Cila 43’ Beckerman 48’ | Marcatori | 2’ Vallejeo 70’ Yanez |

| Arbitro: | Wolfgang Stark |

|              |           |  |
| Di Iorio 55’ | Marcatori |  |

| Arbitro: | Edgar Rangel Perez |

|                                     |           |                     |
| Addo 35’, 107’ Novegil 45+1’ (o.g.) | Marcatori | 9’ Olivera 65’ Leal |

| Arbitro: | Taj Addin Fares |

|              |           |                                 |
| Da Silva 42’ | Marcatori | 26’, 37’, 56’ Leonardo 90’ Caca |

### Semifinali
| Arbitro: | Byron Moreno |

|                                                           |                      |                                                                            |
| Donovan 36’ Onyewu 52’                                    | Marcatori            | 2’ Byrnes 35’ McDonald                                                     |
| Donovan Beasley Convey Akwari Thompson Gregorio Yi Cutler | Tiri di rigore 6 – 7 | Byrnes Di Iorio Cansdell-Sherriff Srhoj North MacAllister Goulding Kennedy |

| Arbitro: | Costas Kapitanis |

|                                  |                      |                                                  |
| Lamptey 66’ Addo 81’             | Marcatori            | 26’ Leonardo 28’ (aut.) Tetteh                   |
| Essien Don-Bortey Obodai Nkrumah | Tiri di rigore 2 – 4 | Leonardo Marquinhos Eduardo Costa Walker Ricardo |

### Finale per il 3º posto
| Arbitro: | Taj Addin Fares |

|  |           |                      |
|  | Marcatori | 35’ Pimpong 84’ Addo |

### Finale
| Arbitro: | Kyros Vassaras |

|                                                                        |                      |                                                                                 |
| Byrnes Di Iorio Srhoj Madaschi North MacAllister Goulding Kennedy Fyfe | Tiri di rigore 7 – 8 | Leonardo Marquinhos Eduardo Costa Walker Ricardo Leo Bruno Leite Souza Leonardo |